# Tim Fehlbaum
Tim Fehlbaum (* 1982 in Basel) ist ein Schweizer Filmregisseur und Drehbuchautor. Für sein Skript zum Historienfilm September 5 (2024) wurde er für den Oscar nominiert. Außerdem gewann er für das Werk drei Deutsche Filmpreise.

## Leben
Fehlbaum ist der Neffe des Unternehmers Rolf Fehlbaum, VR der Vitra AG. Tim Fehlbaum studierte von 2002 bis 2009 Regie an der Hochschule für Fernsehen und Film München. Während seines Studiums entstanden mehrere Kurzfilme, darunter 2004 Für Julian, mit dem er den Hauptpreis bei den Shocking Shorts Awards gewann.
Als Kameramann arbeitete Fehlbaum bei seinem Film Am Flaucher (2006), sowie bei Kinder der Schlafviertel (2005), Mein amerikanischer Cousin (My American Cousin, 2008) und Doppelmord (2012). Er drehte auch Musikvideos, u. a. für die Band Blumentopf.
2011 drehte Fehlbaum sein Spielfilm-Debüt Hell, für das er auch das Drehbuch schrieb. Fehlbaum gewann den Förderpreis Neues Deutsches Kino und den Zürcher Filmpreis in der Kategorie Beste Regie. Der Film wurde in sechs Kategorien für den Deutschen Filmpreis nominiert und gewann die Lola für Beste Filmmusik. Er gewann zwei Schweizer Filmpreise in den Kategorien Bester Spielfilm und Bestes Drehbuch. Hell trat außerdem im Wettbewerb des Internationalen Filmfestival von Locarno an und gewann Preise u. a. bei den Genrefestivals in Sitges und Fantasporto.
2012 gewann Fehlbaum den New Faces Award für Hell.
Sein Endzeit-Thriller Tides feierte 2021 in der Berlinale Special-Reihe auf der Berlinale seine Premiere. Der Film wurde mit vier Deutschen Filmpreisen und zwei Bayerischen Filmpreisen für Beste Regie und Beste Kamera ausgezeichnet. Beim Neuchâtel International Fantastic Film Festival gewann Tides den RTS Publikumspreis und Bestes Szenenbild, außerdem zwei Preise auf dem Fancine Fantastic Film Festival in Málaga für Bester Film und Beste Visuelle Effekte.
Im Jahr 2024 inszenierte Fehlbaum das englischsprachige Filmdrama September 5 über das Münchner Olympia-Attentat, dessen Drehbuch er gemeinsam mit Moritz Binder und Alex David verfasst hatte. Die Produktion mit John Magaro, Ben Chaplin, Leonie Benesch, Rony Herman und Peter Sarsgaard in den Hauptrollen wurde 2025 für einen Golden Globe Award in der Kategorie Bester Film – Drama und einen Oscar in der Kategorie Bestes Originaldrehbuch nominiert. Im selben Jahr wurde September 5 mit neun Deutschen Filmpreisen ausgezeichnet. Fehlbaum selbst wurde in den Kategorien Spielfilm, Regie und Drehbuch geehrt.

## Filmografie
- 2004: Für Julian (Kurzfilm)
- 2006: Wo ist Freddy? (Kurzfilm)
- 2006: Am Flaucher (Kurzfilm)
- 2011: Hell
- 2021: Tides
- 2024: September 5

## Auszeichnungen
- 2004 Shocking Shorts Award für Für Julian
- 2011 Förderpreis Neus Deutsches Kino in der Kategorie Beste Regie für Hell
- 2011 Zürcher Filmpreis in der Kategorie Beste Regie für Hell
- 2012 New Faces Award in der Kategorie Debütfilm für Hell
- 2020 Bayerischer Filmpreis in der Kategorie Beste Regie für Tides
- 2025 Oscar, Nominierung für das Beste Drehbuch für September 5
- 2025 Deutscher Filmpreis, Bester Spielfilm, Beste Regie und Bestes Drehbuch für September 5[15]